# Epex
Epex (кор. 이펙스; ром.: Ipekseu; стилизуется EPEX; сокращение от Eight Apex) — южнокорейский бойбенд, сформированный в 2021 году компанией C9 Entertainment. Группа состоит из восьми участников: Виш, Гым, Мю, А-Мин, Бэксын, Эйден, Йеван и Джефф. Epex дебютировали 8 июня 2021 года со своим первым мини-альбомом Bipolar Pt.1: Prelude of Anxiety.

## Карьера группы

### Пре-дебют
Гым — бывший участник шоу на выживание от Mnet Product X 101. Он представлял C9 Entertainment, он был исключен в финальном эпизоде и занял 17-е место.
В октябре 2020 года Бэксын появился в качестве участника шоу на выживания от Mnet Cap-Teen под своим именем Ким Хёну

### 2021—2023: Дебют сBipolar Pt.1: Prelude of Anxiety,Bipolar Pt.2: Prelude of LoveиPrelude of Anxiety Chapter 1. '21st Century Boys
1 марта 2021 года C9 Entertainment открыли несколько аккаунтов в социальных сетях, заявив, что они станут аккаунтами новой группы, как только они дебютируют.
2 марта был представлен первый участник, Гым Донхён, а за ним на следующий день, 3 марта, второй участник Ким Хёну. 4 марта — третий, Чо Мину. 5 марта — четвёртый, Со Кёнмин. 6 марта — пятый, Со Йеван. 7 марта — шестой, Ли Джэхо. 8 марта — седьмой, Квак Давит. 9 марта был раскрыт восьмой и последний участник Квон Йеджун. В этот же день была выпущена групповая профильная фотография.
1 апреля было объявлено официальное название группы. EPEX означает «Eight Apex». Смысл группы заключается в том, что собрание восьми молодых людей достигает восьми разных вершин.
7 мая в социальных сетях группы был опубликован тизер под названием «Prelude of Anxiety». Их дебютный мини-альбом Bipolar Pt.1 : Prelude of Anxiety был выпущен 8 июня с ведущим синглом «Lock Down».
25 сентября в социальных сетях группы был опубликован тизер под названием «Prelude of Love». Их второй мини-альбом, Bipolar Pt.2: Prelude of Love был выпущен 26 октября, с ведущим синглом «Do 4 Me».
15 марта 2022 года в аккаунтах SNS группы был опубликован тизер под названием «21st Century Boys». Их третий мини-альбом, Prelude of Anxiety Chapter 1. '21st Century Boys был выпущен 11 апреля.

## Дискография

### Мини-альбомы
- Bipolar Pt.1: Prelude of Anxiety (2021)
- Bipolar Pt.2: Prelude of Love (2021)
- Prelude of Anxiety Chapter 1. '21st Century Boys (2022)
- Prelude of Love Chapter 1. 'Puppy Love (2022)
- Prelude of Love Chapter 2. Growing Pains (2023)

## Фильмография

### Реалити шоу
- Welcome 2 HOUSE (2021, Mnet, вместе с TO1)[17]

## Концерты

### Хэдлайнеры
- Eight Apex (с 2022)